# Mistrzostwa Europy w Zapasach 1913
Mistrzostwa Europy w zapasach 1913 – 11. nieoficjalne mistrzostwa Europy w zapasach, które odbyły się w Budapeszcie w dniach 1–8 maja. Zawodnicy rywalizowali w 5 kategoriach wagowych: -60 kg, -67,5 kg, -75 kg, -82,5 kg oraz +82,5 kg. W zawodach tryumfowali gospodarze mistrzostw, którzy zdobyli 9 medali.

## Medaliści
| Kat. wagowa | Złoto           | Srebro             | Brąz           |
| ----------- | --------------- | ------------------ | -------------- |
| -60 kg      | András Szoszky  | Miklós Breznotics  | Imre Kobor     |
| -67,5 kg    | Ödön Radvány    | Gottfrid Svensson  | Viktor Fischer |
| -75 kg      | Claes Johansson | Árpád Miskey       | József Sugár   |
| -82,5 kg    | Béla Varga      | Harald Christensen | József Maróthy |
| +82,5 kg    | Anders Ahlgren  | Tibor Fischer      | Emil Wastl     |

### Tabela medalowa
| Poz. | Państwo               |   |   |   | Łącznie |
| ---- | --------------------- | - | - | - | ------- |
| 1    | Węgry                 | 3 | 3 | 3 | 9       |
| 2    | Szwecja               | 2 | 1 | 0 | 3       |
| 3    | Dania                 | 0 | 1 | 0 | 1       |
| 4    | Cesarstwo Austriackie | 0 | 0 | 2 | 2       |